# Arvid Ernvik
Olof Arvid Ernvik, född 16 augusti 1900 i Visnums församling, död 20 januari 1987 i Kristinehamn, var en svensk lärare, lokalhistoriker och poet. Han har framför allt uppmärksammats för sina åtskilliga lokalhistoriska skrifter om Värmland. År 1972 utsågs han till hedersdoktor vid Uppsala universitet. Han valdes 1976 till ledamot av Kungliga Gustav Adolfs Akademien för svensk folkkultur.

## Biografi

### Uppväxt och yrkeskarriär
Ernvik föddes i Visnums församling i Värmland som son till modellsnickaren Carl Petersson och dennes hustru Maria, född Sköld. Han växte upp i Kristinehamn, som han själv beskrivit det "i småstadens periferi". Ernvik gifte sig 1930 med Elsa Dahl. Han blev folkskollärare 1928 och arbetade sedan som lärare först i Jämtland och senare på olika platser i Värmland fram till pensioneringen 1965. År 1960 uppnådde han ämneslärarkompetens.

### Lokalhistorisk forskning
Ernvik var en tid bosatt i Arvika och intresserade sig då för västra Värmlands finnskogar, särskilt den så kallade Glaskogen kring sjöarna Stora Gla och Övre Gla. Han belönades 1944 med andra pris i en tävling om nedtecknande av svenska sägner utlyst Gustav Adolfs Akademien. Tävlingen blev starten på en omfattande forskargärning om värmländsk lokalhistoria.
År 1955 utkom Ernvik med boken Olof den helige och Eskoleia, där han genom studier av arkivmaterial och ortnamn kartlade pilgrimsledernas sträckning genom Värmland på vägen mot Olof den heliges grav i Nidaros, dagens Trondheim. "Eiskoleia" i titeln är enligt Ernvik en dialektal variant av Edskogsleden, som ska varit en del av pilgrimsledens sträckning genom västra Värmland.
Ett annat viktigt verk av Ernvik under 1950-talet var tredje delen av serien Kristinehamns historia som han fått överta ansvaret för och publicerade 1959.
Ernviks främsta verk har ansetts vara Att resa i Värmland (1974) i två band om vägnät, skjutshåll och gästgivaregårdar i landskapet. Förutom egna skrifter kan särskilt nämnas hans moderniserade och rikligt kommenterade nyutgåva av Erik Fernows Beskrivning över Värmland som publicerades på Nya Wermlands-Tidningens förlag 1977.
För sin forskning belönades Ernvik med en rad priser och utmärkelser. Särskilt bör nämnas att han 1972 utsågs till filosofie hedersdoktor vid Uppsala universitet och att han 1976 valdes in som korresponderande ledamot i Gustav Adolfs Akademien. Vidare belönades han 1979 av Svenska Akademien med Karin Gierows pris. Han fick dela Värmlands läns landstings Frödingstipendium 1982 med Frej Alsterlind.

### Lyrik
Ernvik skrev också poesi, totalt fem samlingar med dikter. Den första med titeln Golgata utkom 1948. I ett minnesord av Sten Carlsson i Gustav Adolf Akademiens årsbok beskrivs hans stil som "modernistisk och konstlös", på gränsen mellan prosaskiss och poesi.

### Diktsamlingar
- Golgata. Stockholm: Diakonistyrelsen. 1948
- Murbräcka. Kristinehamn: eget förlag. 1976
- Delgivning. Kristinehamn: Perssons bokhandel. 1980
- Återspegling. Karlstad: Press. 1982
- Ärende. Karlstad: Press. 1983

### Lokalhistoria
- Glaskogen: bygd, arbetsliv och folkkultur i Jösse, Nordmarks och Gillbergs härader under 1800-talet. Uppsala: Lundequistska Bokhandeln. 1951. http://www.diva-portal.org/smash/get/diva2:1095329/FULLTEXT02.pdf
- Olof den helige och Eskoleia: studier i Värmlands medeltidshistoria. Karlstad: Värmlands museum. 1955
- Löf, Axel Emanuel och Ernvik, Arvid (1959). Kristinehamns historia del 3: Krig och militära bördor, näringsliv, kulturliv. Karlstad
- Socknen vid Varnan. Kristinehamn: Drätselkammaren. 1961
- Folkminnen från Glaskogen: sägen, tro och sed i västvärmländska skogsbygder. Uppsala: Lundequistska Bokhandeln. 1966–1968. https://www.isof.se/utforska/publikationer/publikationer/1968-01-01-folkminnen-fran-glaskogen
- Östvärmländska järnbruk: järnhantering och skogshushållning i Kristinehamnstrakten. Karlstad: Värmlands museum. 1968
- Bäckhammars bruk: minnesskrift till brukets 100-årsjubileum. Karlstad: Skogsägareföreningen Vänerskog. 1971
- Att resa i Värmland 1: Vägarna under 1000 år. Stockholm: Generalstabens Litografiska Anstalts förlag. 1974
- Att resa i Värmland 2: Gästgiveri och skjutshåll under 500 år. Stockholm: Generalstabens Litografiska Anstalts förlag. 1974
- Fernow, Erik (1977). Ernvik, Arvid. red. Erik Fernows Beskrivning över Värmland. Karlstad: NWT
- Evi gläjja och andra marknader i Värmland. Uppsala: Lundequistska Bokhandeln. 1978. https://www.isof.se/utforska/publikationer/publikationer/1978-01-01-evi-glajja-och-andra-marknader-i-varmland
- Kvarnar och vattensågar i Värmland: från medeltiden till omkring 1900. Karlstad: Press. 1982
- Värmländsk medeltid: bidrag till landskapets äldre historia. Karlstad: Press. 1983
- Tullnärer, gränsridare och smugglare: bidrag till Värmlands äldsta tullväsens historia. Karlstad: Press. 1984
- Älgå: en sockenbeskrivning fram till år 1945. Karlstad: Press. 1985